# Janczewo Wielkie
Janczewo Wielkie – wieś sołecka w Polsce położona w województwie mazowieckim, w powiecie ostrowskim, w gminie Szulborze Wielkie.
W latach 1975–1998 miejscowość administracyjnie należała do województwa łomżyńskiego.
Wierni Kościoła rzymskokatolickiego należą do parafii Najświętszej Maryi Panny Królowej Polski w Szulborzu Wielkim.